# سلیمان‌خان
سلیمان‌خان تبریزی (زاده: --، مرگ:ذی‌القعده سال ۱۲۶۸ قمری) پسر یحیی خان تبریزی از فداییان سید علی‌محمد باب و از خان‌های آذربایجان بود. او را در هنگام کشتار بابی‌ها در تهران به اتهام تلاش برای قتل ناصرالدین‌شاه قاجار، شکنجه، شمع‌آجین، اعدام و سپس چهارپاره کردند.

## انتقال جسد باب به تهران
پس از تیرباران باب، سلیمان خان با کمک یکی، دو نفر دیگر موفق شدند شبانه جنازهٔ باب و انیس را که در کنار خندقی انداخته شده بود و نگهبانان مانع دفن آن‌ها می‌شدند بردارند. اجساد را در تابوت گذاشتند و مخفیانه به تهران انتقال دادند.

## دستگیری سلیمان‌خان
اداورد برآون می‌نویسد: "تحقیق و بررسی شدیدی که توسط پلیس مخفی تهران آغاز شده بود منجر به دستگیری غافلگیرانهٔ حدود چهل تن از بابی‌هایی شد که در خانهٔ سلیمان‌خان حضور داشتند. سلیمان‌خان به‌خاطر پناهگاهی که به فرقهٔ ممنوعه داده بود از مقامش خلع شد. اما شکنجه‌های هولناک‌تری در راه بودند. فتیله‌های روشن روی زخم‌های وارده روی اعضاء و بدنش گذاشته شدند، دندان‌هایش را از دهان بیرون کشیدند و روی فرق سرش به‌زور فروکردند".